# Song to Song
Song to Song (anteriormente conocida como Lawless y luego como Weightless; sin traducción al español) es una película estadounidense de drama y romance del 2017, escrita y dirigida por Terrence Malick y protagonizada por Ryan Gosling, Michael Fassbender, Rooney Mara y Natalie Portman.
Se anunció en noviembre del 2011 junto con otra película de Malick, Knight of Cups, protagonizada por Christian Bale y Cate Blanchett. Ambas se filmaron en el 2012.

## Elenco
- Ryan Gosling como BV.[3][1]
- Michael Fassbender
- Rooney Mara como Faye.[3]
- Natalie Portman como Rhonda.
- Cate Blanchett como Amanda.[4]

## Argumento
Las relaciones de pareja de cuatro jóvenes en Austin, Texas, en el siglo XXI.[cita requerida]

## Producción

### Filmación
Malick y una persona del equipo filmó a Christian Bale y Haley Bennett en el Festival Austin City Limits en la semana del 16 de septiembre de 2011, como también a Ryan Gosling y Rooney Mara en el festival Fun Fun Fun en la semana del 4 de noviembre de 2011.